# Essigny-le-Petit
Essigny-le-Petit és un municipi francès del departament de l'Aisne, dels Alts de França.
Forma part de la Communauté d'agglomération de Saint-Quentin

## Geografia
Situat al vall del riu Somme, Essigny-le-Petit és el primer poble travessat pel riu. El municipi també és travessat pel canal del Noireu, que porta aigua al Canal de Saint-Quentin.

## Administració
L'alcalde, des del 2002, és Claude Vasset.

## Demografia
- 1962: 353 habitants.
- 1975: 421 habitants.
- 1990: 399 habitants.
- 1999: 277 habitants.
- 2007: 349 habitants.
- 2008: 358 habitants.[2]